# Mučedníci z Perge
Svatí Mučedníci z Perge byli laici umučení za vlády císaře Diocletiana.
Leontios, Attos, Alexandr, Kindeos, Mnesitheos, Kyriakos, Mineon a Eukles byli křesťané od dětství. Osm z nich byli farmáři a Mineon tesař.
Všichni se rozhodli přijmout mučednickou smrt, proto odešli do chrámu bohyně Artemis, kde zničili všechny modly. Byli chyceni pohany, vyslýcháni a mučeni. Nejprve je pálili a poté drásali železnými háky, nakonec jim probodli oči. Následně je uvrhli do vězení. Po chvíli byli vyvedeni a vhozeni do klece dravých šelem. Podle legendy se zvířata mučedníků ani nedotkla. Nakonec byli sťati.
Jejich svátek se připomíná 1. srpna.